# Lista de Estados soberanos e territórios dependentes por taxa de fecundidade

Mapa de países por taxa de fertilidade de acordo com o CIA World Factbook de 2020.

Esta é uma lista de todos os países e territórios dependentes por Taxa de Fecundidade Total (TFT): é uma estimativa do número médio de crianças que uma mulher teria até ao fim do seu período reprodutivo se mantidas constantes as taxas observadas na referida data (o número médio de crianças por mulher em idade de procriar, ou seja, de 15 a 49 anos). Diversas organizações e instituições elaboram este tipo de listas (que podem ser anuais) baseadas em diversas fontes demográficas.

## Metodologia
O Banco Mundial (em inglês: World Bank (WB)) é uma instituição financeira internacional das Nações Unidas, um componente do Grupo do Banco Mundial (WBG), e membro do Grupo das Nações Unidas para o Desenvolvimento (UNSDG), mas também recolhe e analisa informação sobre assuntos demográficos baseado em fontes internacionais e nacionais, como pela Divisão de População das Nações Unidas; Divisão Estatística das Nações Unidas (Relatório de Estatísticas Vitais e de População); Eurostat (Estatísticas Demográficas); Secretariado da Comunidade do Pacífico (Programa Estatístico e Demográfico); Departamento do Censo dos Estados Unidos (Base de Dados Internacional), e relatórios de censos e outras publicações estatísticas de institutos estatísticos nacionais.
O Departamento de Referência Populacional (em inglês: Population Reference Bureau (PRB)) é uma organização privada, sem fins lucrativos, fundada em 1929, e que informa as pessoas à volta do mundo sobre população, saúde e ambiente para fins de pesquisa e académicos. Os dados da População Mundial são atualmente publicados online, apresentando informação detalhada sobre indicadores demográficos, sanitários, e ambientais para mais de 200 países.
As tabelas abaixo apresentam dados do Banco Mundial, publicados em 2013, do Departamento de Referência Populacional (PRB), de 2018 e do The World Factbook, da CIA, a não ser que seja de outro modo especificado. Estados Soberanos e países são posicionados; países não reconhecidos podem não estar listados.

## Índice de países por TFT verificada e estimativa
| Posição | País                                                 | Taxa de Fertilidade em 2013 (nascimentos/mulher) |
| ------- | ---------------------------------------------------- | ------------------------------------------------ |
| 1       | Níger                                                | 7.6                                              |
| 2       | Somália                                              | 6.6                                              |
| 3       | Mali                                                 | 6.3                                              |
| 4       | Chade                                                | 6.3                                              |
| 5       | Angola                                               | 6.2                                              |
| 6       | República Democrática do Congo                       | 6.1                                              |
| 7       | Burundi                                              | 6.0                                              |
| 8       | Uganda                                               | 5.9                                              |
| 9       | Gâmbia                                               | 5.8                                              |
| 10      | Nigéria                                              | 5.7                                              |
| 11      | Burkina Faso                                         | 5.6                                              |
| 12      | Zâmbia                                               | 5.4                                              |
| 13      | Moçambique                                           | 5.4                                              |
| 14      | Malawi                                               | 5.2                                              |
| 15      | Tanzânia                                             | 5.2                                              |
| 16      | Timor-Leste                                          | 5.2                                              |
| 17      | Senegal                                              | 5.1                                              |
| 18      | Sudão do Sul                                         | 5.1                                              |
| 19      | Guiné                                                | 5.1                                              |
| 20      | Costa do Marfim                                      | 5.1                                              |
| 21      | Afeganistão                                          | 5.1                                              |
| 22      | Guiné Equatorial                                     | 4.9                                              |
| 23      | República do Congo                                   | 4.9                                              |
| 24      | Guiné-Bissau                                         | 4.9                                              |
| 25      | Benim                                                | 4.8                                              |
| 26      | Libéria                                              | 4.8                                              |
| 27      | Camarões                                             | 4.8                                              |
| 28      | Serra Leoa                                           | 4.7                                              |
| 29      | Mauritânia                                           | 4.7                                              |
| 30      | Togo                                                 | 4.7                                              |
| 31      | São Tomé e Príncipe                                  | 4.6                                              |
| 32      | Comores                                              | 4.6                                              |
| 33      | Etiópia                                              | 4.5                                              |
| 34      | Madagáscar                                           | 4.5                                              |
| 35      | Sudão                                                | 4.4                                              |
| 36      | Quénia                                               | 4.4                                              |
| 37      | República Centro-Africana                            | 4.4                                              |
| 38      | Eritreia                                             | 4.4                                              |
| 39      | Iémen                                                | 4.3                                              |
| 40      | Gana                                                 | 4.2                                              |
| 41      | Samoa                                                | 4.1                                              |
| 42      | Ilhas Salomão                                        | 4.0                                              |
| 43      | Iraque                                               | 4.0                                              |
| 44      | Ruanda                                               | 4.0                                              |
| 45      | Territórios palestinos (Faixa de Gaza e Cisjordânia) | 4.0                                              |
| 46      | Zimbabwe                                             | 4.0                                              |
| 47      | Gabão                                                | 4.0                                              |
| 48      | Papua Nova Guiné                                     | 3.8                                              |
| 49      | Tonga                                                | 3.8                                              |
| 50      | Kiribati                                             | 3.8                                              |
| 51      | Paquistão                                            | 3.7                                              |
| 52      | Namíbia                                              | 3.6                                              |
| 53      | Tajiquistão                                          | 3.5                                              |
| 54      | Vanuatu                                              | 3.4                                              |
| 55      | Egito                                                | 3.3                                              |
| 56      | Essuatíni                                            | 3.3                                              |
| 57      | Estados Federados da Micronésia                      | 3.3                                              |
| 58      | Guatemala                                            | 3.3                                              |
| 59      | Djibuti                                              | 3.3                                              |
| 60      | Jordânia                                             | 3.2                                              |
| 61      | Lesoto                                               | 3.2                                              |
| 62      | Quirguistão                                          | 3.2                                              |
| 63      | Haiti                                                | 3.1                                              |
| 64      | Laos                                                 | 3.1                                              |
| 65      | Israel                                               | 3.0                                              |
| 66      | Bolívia                                              | 3.0                                              |
| 67      | Filipinas                                            | 3.0                                              |
| 68      | Síria                                                | 3.0                                              |
| 69      | Argélia                                              | 2.9                                              |
| 70      | Botswana                                             | 2.9                                              |
| 71      | Oman                                                 | 2.8                                              |
| 72      | Arábia Saudita                                       | 2.8                                              |
| 73      | Camboja                                              | 2.7                                              |
| 74      | Mongólia                                             | 2.7                                              |
| 75      | Cazaquistão                                          | 2.6                                              |
| 76      | Belize                                               | 2.6                                              |
| 77      | Kuwait                                               | 2.6                                              |
| 78      | Fiji                                                 | 2.6                                              |
| 79      | Guiana                                               | 2.6                                              |
| 80      | Paraguai                                             | 2.6                                              |
| 81      | Equador                                              | 2.6                                              |
| 82      | Marrocos                                             | 2.5                                              |
| 83      | República Dominicana                                 | 2.5                                              |
| 84      | Líbia                                                | 2.5                                              |
| 85      | Indonésia                                            | 2.5                                              |
| 86      | Peru                                                 | 2.5                                              |
| 87      | Índia                                                | 2.5                                              |
| 88      | Panamá                                               | 2.5                                              |
|         | Mundo                                                | 2.5                                              |
| 89      | Honduras                                             | 2.4                                              |
| 90      | Guam (Estados Unidos)                                | 2.4                                              |
| 91      | Seychelles                                           | 2.4                                              |
| 92      | Venezuela                                            | 2.4                                              |
| 93      | África do Sul                                        | 2.4                                              |
| 94      | Suriname                                             | 2.4                                              |
| 95      | Sri Lanka                                            | 2.3                                              |
| 96      | Cabo Verde                                           | 2.3                                              |
| 97      | Argentina                                            | 2.3                                              |
| 98      | Turquemenistão                                       | 2.3                                              |
| 99      | Nicarágua                                            | 2.3                                              |
| 100     | Nepal                                                | 2.3                                              |
| 101     | Nova Caledónia (França)                              | 2.3                                              |
| 102     | México                                               | 2.3                                              |
| 103     | Jamaica                                              | 2.3                                              |
| 104     | Tunísia                                              | 2.3                                              |
| 105     | Myanmar (Birmânia)                                   | 2.2                                              |
| 106     | Bangladesh                                           | 2.2                                              |
| 107     | Uzbequistão                                          | 2.2                                              |
| 108     | Granada                                              | 2.2                                              |
| 109     | Maldivas                                             | 2.2                                              |
| 110     | Antigua e Barbuda                                    | 2.1                                              |
| 111     | Butão                                                | 2.1                                              |
| 112     | Bahrein                                              | 2.1                                              |
| 113     | Polinésia Francesa (França)                          | 2.1                                              |
| 115     | Gronelândia (Dinamarca)                              | 2.1                                              |
|         | Taxa de reposição populacional                       | 2.1                                              |
| 116     | Catar                                                | 2.0                                              |
| 117     | Turquia                                              | 2.0                                              |
| 118     | Islândia                                             | 2.0                                              |
| 119     | Uruguai                                              | 2.0                                              |
| 120     | Irlanda                                              | 2.0                                              |
| 121     | França                                               | 2.0                                              |
| 122     | Azerbaijão                                           | 2.0                                              |
| 123     | São Vicente e Granadinas                             | 2.0                                              |
| 124     | Coreia do Norte                                      | 2.0                                              |
| 125     | El Salvador                                          | 2.0                                              |
| 126     | Malásia                                              | 2.0                                              |
| 127     | Nova Zelândia                                        | 2.0                                              |
| 128     | Colômbia                                             | 1.9                                              |
| 129     | Austrália                                            | 1.9                                              |
| 130     | Reino Unido                                          | 1.9                                              |
| 131     | Santa Lúcia                                          | 1.9                                              |
| 132     | Suécia                                               | 1.9                                              |
| 133     | Brunei                                               | 1.9                                              |
| 134     | Baamas                                               | 1.9                                              |
| 135     | Estados Unidos                                       | 1.9                                              |
| 136     | Noruega                                              | 1.9                                              |
| 137     | Costa Rica                                           | 1.8                                              |
| 138     | Geórgia                                              | 1.8                                              |
| 139     | Saint Martin (Parte francesa)                        | 1.8                                              |
| 140     | Emirados Árabes Unidos                               | 1.8                                              |
| 141     | Brasil                                               | 1.8                                              |
| 142     | Finlândia                                            | 1.8                                              |
| 143     | Barbados                                             | 1.8                                              |
| 144     | Bélgica                                              | 1.8                                              |
| 145     | Trindade e Tobago                                    | 1.8                                              |
| 146     | Chile                                                | 1.8                                              |
| 147     | Albânia                                              | 1.8                                              |
| 148     | Ilhas Virgens Americanas (Estados Unidos)            | 1.8                                              |
| 149     | Vietname                                             | 1.7                                              |
| 150     | Dinamarca                                            | 1.7                                              |
| 151     | Irão                                                 | 1.7                                              |
| 152     | Países Baixos                                        | 1.7                                              |
| 153     | Rússia                                               | 1.7                                              |
| 154     | Aruba (Países Baixos)                                | 1.7                                              |
| 155     | China                                                | 1.7                                              |
| 156     | Montenegro                                           | 1.7                                              |
| 157     | Porto Rico (Estados Unidos)                          | 1.6                                              |
| 158     | Bermuda (Reino Unido)                                | 1.6                                              |
| 159     | Cuba                                                 | 1.6                                              |
| 160     | Bielorrússia                                         | 1.6                                              |
| 161     | Canadá                                               | 1.6                                              |
| 162     | Lituânia                                             | 1.6                                              |
| 163     | Eslovénia                                            | 1.6                                              |
| 164     | Luxemburgo                                           | 1.6                                              |
| 165     | Estónia                                              | 1.6                                              |
| 166     | Arménia                                              | 1.6                                              |
| 167     | Roménia                                              | 1.5                                              |
| 168     | Tailândia                                            | 1.5                                              |
| 169     | Suíça                                                | 1.5                                              |
| 170     | Macedónia                                            | 1.5                                              |
| 171     | Liechtenstein                                        | 1.5                                              |
| 172     | Croácia                                              | 1.5                                              |
| 173     | Ucrânia                                              | 1.5                                              |
| 174     | Bulgária                                             | 1.5                                              |
| 175     | Líbano                                               | 1.5                                              |
| 176     | Moldova                                              | 1.5                                              |
| 177     | Chipre                                               | 1.5                                              |
| 178     | Sérvia                                               | 1.5                                              |
| 179     | República Checa                                      | 1.5                                              |
| 180     | Letónia                                              | 1.4                                              |
| 181     | Áustria                                              | 1.4                                              |
| 182     | Maurícia                                             | 1.4                                              |
| 183     | Malta                                                | 1.4                                              |
| 184     | Itália                                               | 1.4                                              |
| 185     | Japão                                                | 1.4                                              |
| 186     | Alemanha                                             | 1.4                                              |
| 187     | Eslováquia                                           | 1.3                                              |
| 188     | Hungria                                              | 1.3                                              |
| 189     | Espanha                                              | 1.3                                              |
| 190     | Polónia                                              | 1.3                                              |
| 192     | Grécia                                               | 1.3                                              |
| 193     | Portugal                                             | 1.3                                              |
| 194     | Bósnia e Herzegovina                                 | 1.3                                              |
| 195     | Macau (China)                                        | 1.2                                              |
| 196     | Singapura                                            | 1.2                                              |
| 197     | Coreia do Sul                                        | 1.2                                              |
| 198     | Hong Kong (China)                                    | 1.1                                              |
|         |                                                      |                                                  |
| 1       | Andorra                                              | -                                                |
| 2       | Dominica                                             | -                                                |
| 3       | Guadalupe (França)                                   | -                                                |
| 4       | Guernsey (Reino Unido)                               | -                                                |
| 5       | Guiana Francesa (França)                             | -                                                |
| 6       | Ilhas Caimão (Reino Unido)                           | -                                                |
| 7       | Ilhas Faroe (Dinamarca)                              | -                                                |
| 8       | Ilha de Man (Reino Unido)                            | -                                                |
| 9       | Ilhas Marianas do Norte (Estados Unidos)             | -                                                |
| 10      | Ilhas Marshall                                       | -                                                |
| 11      | Ilhas Turks e Caicos                                 | -                                                |
| 12      | Jersey (Reino Unido)                                 | -                                                |
| 13      | Kosovo                                               | -                                                |
| 14      | Mayotte (França)                                     | -                                                |
| 15      | Mónaco                                               | -                                                |
| 16      | Palau                                                | -                                                |
| 17      | Samoa Americana (Estados Unidos)                     | -                                                |
| 18      | Sint Maarten (Parte neerlandesa)                     | -                                                |
| 19      | São Cristóvão e Nevis                                | -                                                |
| 20      | Tuvalu                                               | -                                                |
| 21      | Vaticano                                             | -                                                |

| Posição | País                                                 | Taxa de Fertilidade em 2018 (nascimentos/mulher) |
| ------- | ---------------------------------------------------- | ------------------------------------------------ |
| 1       | Níger                                                | 7.2                                              |
| 2       | Chade                                                | 6.4                                              |
| 3       | Somália                                              | 6.3                                              |
| 4       | República Democrática do Congo                       | 6.3                                              |
| 5       | Angola                                               | 6.2                                              |
| 6       | Mali                                                 | 6.0                                              |
| 7       | Burkina Faso                                         | 5.5                                              |
| 8       | Nigéria                                              | 5.5                                              |
| 9       | Burundi                                              | 5.5                                              |
| 10      | Gâmbia                                               | 5.4                                              |
| 11      | Uganda                                               | 5.4                                              |
| 12      | Moçambique                                           | 5.3                                              |
| 13      | Tanzânia                                             | 5.2                                              |
| 14      | Zâmbia                                               | 5.2                                              |
| 15      | Mayotte (França)                                     | 5.1                                              |
| 16      | Sudão do Sul                                         | 5.0                                              |
| 17      | Benim                                                | 5.0                                              |
| 18      | República Centro-Africana                            | 4.9                                              |
| 19      | Guiné                                                | 4.8                                              |
| 20      | Afeganistão                                          | 4.8                                              |
| 21      | Camarões                                             | 4.7                                              |
| 22      | Guiné Equatorial                                     | 4.7                                              |
| 23      | Sudão                                                | 4.7                                              |
| 24      | Senegal                                              | 4.6                                              |
| 25      | Costa do Marfim                                      | 4.6                                              |
| 26      | Guiné-Bissau                                         | 4.6                                              |
| 27      | Mauritânia                                           | 4.6                                              |
| 28      | Togo                                                 | 4.5                                              |
| 29      | Congo                                                | 4.4                                              |
| 30      | Etiópia                                              | 4.4                                              |
| 31      | Malawi                                               | 4.4                                              |
| 32      | São Tomé e Príncipe                                  | 4.4                                              |
| 33      | Comores                                              | 4.3                                              |
| 34      | Timor-Leste                                          | 4.2                                              |
| 35      | Serra Leoa                                           | 4.2                                              |
| 36      | Libéria                                              | 4.2                                              |
| 37      | Ruanda                                               | 4.2                                              |
| 38      | Madagáscar                                           | 4.1                                              |
| 39      | Eritreia                                             | 4.1                                              |
| 40      | Iraque                                               | 4.1                                              |
| 41      | Ilhas Marshall                                       | 4.1                                              |
| 42      | Territórios palestinos (Faixa de Gaza e Cisjordânia) | 4.1                                              |
| 43      | Iémen                                                | 4.0                                              |
| 44      | Zimbabwe                                             | 4.0                                              |
| 45      | Gana                                                 | 3.9                                              |
| 46      | Nauru                                                | 3.9                                              |
| 47      | Quénia                                               | 3.9                                              |
| 48      | Samoa                                                | 3.8                                              |
| 49      | Gabão                                                | 3.8                                              |
| 50      | Ilhas Salomão                                        | 3.8                                              |
| 51      | Kiribati                                             | 3.8                                              |
| 52      | Papua Nova Guiné                                     | 3.8                                              |
| 53      | Tajiquistão                                          | 3.8                                              |
| 54      | Tuvalu                                               | 3.6                                              |
| 55      | Tonga                                                | 3.6                                              |
| 56      | Guiana Francesa (França)                             | 3.6                                              |
| 57      | Vanuatu                                              | 3.5                                              |
| 58      | Namíbia                                              | 3.4                                              |
| 59      | Egito                                                | 3.4                                              |
| 60      | Essuatíni                                            | 3.3                                              |
| 61      | Lesoto                                               | 3.3                                              |
| 62      | Jordânia                                             | 3.2                                              |
| 63      | Turquemenistão                                       | 3.2                                              |
| 64      | Guam (Estados Unidos)                                | 3.2                                              |
| 65      | Paquistão                                            | 3.1                                              |
| 66      | Quirguistão                                          | 3.1                                              |
| 67      | Argélia                                              | 3.1                                              |
| 68      | Israel                                               | 3.1                                              |
| 69      | Cazaquistão                                          | 3.0                                              |
| 70      | Estados Federados da Micronésia                      | 3.0                                              |
| 71      | Haiti                                                | 3.0                                              |
| 72      | Bolívia                                              | 2.9                                              |
| 73      | Djibuti                                              | 2.9                                              |
| 74      | Síria                                                | 2.9                                              |
| 75      | Oman                                                 | 2.9                                              |
| 76      | Mongólia                                             | 2.8                                              |
| 77      | Guatemala                                            | 2.8                                              |
| 78      | Laos                                                 | 2.7                                              |
| 79      | Filipinas                                            | 2.7                                              |
| 80      | Botswana                                             | 2.6                                              |
| 81      | Camboja                                              | 2.6                                              |
| 82      | Belize                                               | 2.6                                              |
| 83      | Uzbequistão                                          | 2.5                                              |
| 84      | Honduras                                             | 2.5                                              |
| 85      | Paraguai                                             | 2.5                                              |
| 86      | Guiana                                               | 2.5                                              |
| 87      | Equador                                              | 2.5                                              |
| 88      | República Dominicana                                 | 2.5                                              |
| 89      | Arábia Saudita                                       | 2.4                                              |
| 90      | Reunião (França)                                     | 2.4                                              |
| 91      | África do Sul                                        | 2.4                                              |
| 92      | Peru                                                 | 2.4                                              |
| 93      | Indonésia                                            | 2.4                                              |
| 94      | Venezuela                                            | 2.4                                              |
| 95      | Panamá                                               | 2.4                                              |
| 96      | Seicheles                                            | 2.4                                              |
| 97      | Suriname                                             | 2.4                                              |
| 98      | Maldivas                                             | 2.4                                              |
|         | Mundo                                                | 2.4                                              |
| 99      | Fiji                                                 | 2.3                                              |
| 100     | Tunísia                                              | 2.3                                              |
| 101     | Índia                                                | 2.3                                              |
| 102     | Nepal                                                | 2.3                                              |
| 103     | Líbia                                                | 2.3                                              |
| 104     | El Salvador                                          | 2.3                                              |
| 105     | Myanmar (Birmânia)                                   | 2.3                                              |
| 106     | Argentina                                            | 2.3                                              |
| 107     | Saara Ocidental                                      | 2.3                                              |
| 108     | Marrocos                                             | 2.2                                              |
| 109     | Nicarágua                                            | 2.2                                              |
| 110     | Cabo Verde                                           | 2.2                                              |
| 111     | México                                               | 2.2                                              |
| 112     | Bangladesh                                           | 2.1                                              |
| 113     | Butão                                                | 2.1                                              |
| 114     | Nova Caledónia (França)                              | 2.1                                              |
| 115     | Turquia                                              | 2.1                                              |
| 116     | Viet Nam                                             | 2.1                                              |
| 117     | Sri Lanka                                            | 2.1                                              |
| 118     | Granada                                              | 2.1                                              |
| 119     | São Vicente e Granadinas                             | 2.1                                              |
| 120     | Geórgia                                              | 2.1                                              |
|         | Taxa de reposição populacional                       | 2.1                                              |
| 121     | Palau                                                | 2.0                                              |
| 122     | Colômbia                                             | 2.0                                              |
| 123     | Jamaica                                              | 2.0                                              |
| 124     | Uruguai                                              | 2.0                                              |
| 125     | Irão                                                 | 2.0                                              |
| 126     | Malásia                                              | 1.9                                              |
| 127     | Azerbaijão                                           | 1.9                                              |
| 128     | Catar                                                | 1.9                                              |
| 129     | Brunei                                               | 1.9                                              |
| 130     | Bahrein                                              | 1.9                                              |
| 131     | Coreia do Norte                                      | 1.9                                              |
| 132     | França                                               | 1.9                                              |
| 133     | Antigua e Barbuda                                    | 1.9                                              |
| 134     | Irlanda                                              | 1.8                                              |
| 135     | Nova Zelândia                                        | 1.8                                              |
| 136     | Suécia                                               | 1.8                                              |
| 137     | Dominica                                             | 1.8                                              |
| 138     | Polinésia Francesa (França)                          | 1.8                                              |
| 139     | São Cristóvão e Nevis                                | 1.8                                              |
| 140     | Chile                                                | 1.8                                              |
| 141     | China (China Continental)                            | 1.8                                              |
| 142     | Islândia                                             | 1.8                                              |
| 143     | Reino Unido                                          | 1.8                                              |
| 144     | Estados Unidos                                       | 1.8                                              |
| 145     | Dinamarca                                            | 1.8                                              |
| 146     | Montenegro                                           | 1.8                                              |
| 147     | Emirados Árabes Unidos                               | 1.8                                              |
| 148     | Martinica (França)                                   | 1.7                                              |
| 149     | Guadalupe (França)                                   | 1.7                                              |
| 150     | Costa Rica                                           | 1.7                                              |
| 151     | Kosovo                                               | 1.7                                              |
| 152     | Austrália                                            | 1.7                                              |
| 153     | Líbano                                               | 1.7                                              |
| 154     | Letónia                                              | 1.7                                              |
| 155     | República Checa (Chéquia)                            | 1.7                                              |
| 156     | Brasil                                               | 1.7                                              |
| 157     | Baamas                                               | 1.6                                              |
| 158     | Trinidad e Tobago                                    | 1.6                                              |
| 159     | Rússia                                               | 1.6                                              |
| 160     | Noruega                                              | 1.6                                              |
| 161     | Bélgica                                              | 1.6                                              |
| 162     | Barbados                                             | 1.6                                              |
| 163     | Cuba                                                 | 1.6                                              |
| 164     | Lituânia                                             | 1.6                                              |
| 165     | Países Baixos                                        | 1.6                                              |
| 166     | Arménia                                              | 1.6                                              |
| 167     | Albânia                                              | 1.6                                              |
| 168     | Estónia                                              | 1.6                                              |
| 169     | Eslovénia                                            | 1.6                                              |
| -       | União Europeia                                       | 1.6                                              |
| 170     | Alemanha                                             | 1.6                                              |
| 171     | Liechtenstein                                        | 1.6                                              |
| 172     | Bulgária                                             | 1.6                                              |
| 173     | Kuwait                                               | 1.5                                              |
| 174     | Bielorrússia                                         | 1.5                                              |
| 175     | Curaçao (Países Baixos)                              | 1.5                                              |
| 176     | Canadá                                               | 1.5                                              |
| 177     | Finlândia                                            | 1.5                                              |
| 178     | Santa Lúcia                                          | 1.5                                              |
| 179     | Tailândia                                            | 1.5                                              |
| 180     | Suíça                                                | 1.5                                              |
| 181     | Ilhas do Canal - Guernsey e Jersey (Reino Unido)     | 1.5                                              |
| 182     | Áustria                                              | 1.5                                              |
| 183     | Hungria                                              | 1.5                                              |
| 184     | Sérvia                                               | 1.5                                              |
| 185     | Eslováquia                                           | 1.5                                              |
| 186     | Macedónia                                            | 1.4                                              |
| 187     | Luxemburgo                                           | 1.4                                              |
| 188     | Croácia                                              | 1.4                                              |
| 189     | Japão                                                | 1.4                                              |
| 190     | Chipre                                               | 1.4                                              |
| 191     | Malta                                                | 1.4                                              |
| 192     | Maurícia                                             | 1.4                                              |
| 193     | Polónia                                              | 1.4                                              |
| 194     | Portugal                                             | 1.4                                              |
| 195     | Roménia                                              | 1.4                                              |
| 196     | Ucrânia                                              | 1.3                                              |
| 197     | Moldova                                              | 1.3                                              |
| 198     | Grécia                                               | 1.3                                              |
| 199     | Espanha                                              | 1.3                                              |
| 200     | Itália                                               | 1.3                                              |
| 201     | Bósnia e Herzegovina                                 | 1.3                                              |
| 202     | Singapura                                            | 1.2                                              |
| 203     | Taiwan                                               | 1.2                                              |
| 204     | Andorra                                              | 1.1                                              |
| 205     | Hong Kong (China)                                    | 1.1                                              |
| 206     | Coreia do Sul                                        | 1.1                                              |
| 207     | Porto Rico (Estados Unidos)                          | 1.1                                              |
| 208     | San Marino                                           | 1.0                                              |
| 209     | Macau (China)                                        | 1.0                                              |
|         | Mundo                                                |                                                  |
| 1       | Mundo                                                | 2.4                                              |
|         | Continentes                                          |                                                  |
| 1       | África                                               | 4.6                                              |
| 2       | Oceânia                                              | 2.3                                              |
| 3       | Ásia                                                 | 2.1                                              |
| 4       | Américas                                             | 2.0                                              |
| 5       | Europa                                               | 1.6                                              |
|         | Grandes Regiões                                      |                                                  |
| 1       | África Central                                       | 5.9                                              |
| 2       | África Ocidental                                     | 5.3                                              |
| 3       | África Oriental                                      | 4.7                                              |
| 4       | Norte de África                                      | 3.3                                              |
| 5       | Ásia Central                                         | 2.9                                              |
| 6       | Ásia Ocidental                                       | 2.7                                              |
| 7       | África Meridional                                    | 2.5                                              |
| 8       | Ásia do Sul                                          | 2.4                                              |
| 9       | Ásia do Sudeste                                      | 2.3                                              |
| 10      | Oceânia                                              | 2.3                                              |
| 11      | América Central                                      | 2.3                                              |
| 12      | Caraíbas                                             | 2.2                                              |
| 13      | América do Sul                                       | 2.0                                              |
| 14      | Europa do Norte                                      | 1.8                                              |
| 15      | América do Norte                                     | 1.7                                              |
| 16      | Ásia Oriental                                        | 1.7                                              |
| 17      | Europa Ocidental                                     | 1.7                                              |
| 18      | Europa Oriental                                      | 1.5                                              |
| 19      | Europa do Sul                                        | 1.4                                              |
|         | Não Escalonados                                      |                                                  |
| 1       | Ilha do Natal (Austrália)                            | -                                                |
| 2       | Ilhas Cocos (Keeling) (Austrália)                    | -                                                |
| 3       | Ilhas Malvinas (Reino Unido)                         | -                                                |
| 4       | Mónaco                                               | -                                                |
| 5       | Niue                                                 | -                                                |
| 6       | Ilha Norfolk (Austrália)                             | -                                                |
| 7       | Ilhas Pitcairn (Reino Unido)                         | -                                                |
| 8       | Svalbard (Noruega)                                   | -                                                |
| 9       | Tokelau (Nova Zelândia)                              | -                                                |
| 10      | Vaticano                                             | -                                                |

| Posição     | País | Taxa de Fertilidade (Estimativa de 2021) (nascimentos/mulher) |
| ----------- | --- | ------------------------------------------------------------- |
| 1           | Níger | 6.91                                                          |
| 2           | Angola | 5.90                                                          |
| 3           | República Democrática do Congo | 5.70                                                          |
| 4           | Mali | 5.63                                                          |
| 5           | Chade | 5.57                                                          |
| 6           | Benim | 5.47                                                          |
| 7           | Uganda | 5.45                                                          |
| 8           | Sudão do Sul | 5.43                                                          |
| 9           | Somália | 5.41                                                          |
| 10          | Burundi | 5.10                                                          |
| 11          | Moçambique | 4.89                                                          |
| 12          | Guiné | 4.89                                                          |
| 13          | Libéria | 4.84                                                          |
| 14          | Afeganistão | 4.72                                                          |
| 15          | Guiné-Bissau | 4.72                                                          |
| 16          | Nigéria | 4.67                                                          |
| 17          | Sudão | 4.66                                                          |
| 18          | Zâmbia | 4.63                                                          |
| 19          | Camarões | 4.61                                                          |
| 20          | Serra Leoa | 4.58                                                          |
| 21          | Tanzânia | 4.45                                                          |
| 22          | República do Congo | 4.41                                                          |
| 23          | Burkina Faso | 4.39                                                          |
| 24          | Timor-Leste | 4.32                                                          |
| 25          | Togo | 4.28                                                          |
| 26          | República Centro-Africana | 4.09                                                          |
| 27          | Etiópia | 4.07                                                          |
| 28          | Guiné Equatorial | 4.02                                                          |
| 29          | Senegal | 3.97                                                          |
| 30          | Zimbabwe | 3.91                                                          |
| 31          | Gana | 3.71                                                          |
| 32          | Madagáscar | 3.70                                                          |
| 33          | São Tomé e Príncipe | 3.69                                                          |
| 34          | Eritreia | 3.65                                                          |
| 35          | Costa do Marfim | 3.60                                                          |
| 36          | Mauritânia | 3.59                                                          |
| 37          | Faixa de Gaza (Territórios Palestinos) | 3.54                                                          |
| 38          | Paquistão | 3.53                                                          |
| 39          | Malawi | 3.51                                                          |
| 40          | Ruanda | 3.42                                                          |
| 41          | Quénia | 3.36                                                          |
| 42          | Gabão | 3.36                                                          |
| 43          | Iraque | 3.32                                                          |
| 44          | Egito | 3.23                                                          |
| 45          | Gâmbia | 3.13                                                          |
| 46          | Líbia | 3.13                                                          |
| 47          | Iémene | 3.10                                                          |
| 48          | Namíbia | 3.03                                                          |
| 49          | Cisjordânia (Territórios Palestinos) | 3.02                                                          |
| 50          | Jordânia | 3.00                                                          |
| 51          | Lesoto | 2.95                                                          |
| 52          | Ilhas Salomão | 2.92                                                          |
| 53          | Filipinas | 2.89                                                          |
| 54          | Comores | 2.86                                                          |
| 55          | Tuvalu | 2.86                                                          |
| 56          | Síria | 2.85                                                          |
| 57          | Tonga | 2.81                                                          |
| 58 (1)      | Guam (Estados Unidos) | 2.81                                                          |
| 59          | Ilhas Marshall | 2.81                                                          |
| 60          | Papua Nova Guiné | 2.79                                                          |
| 61 (..1..)  | Ilhas Spratly (Território disputado) (parcialmente ocupado por seis países - República Popular da China; República da China (Taiwan); Filipinas; Malásia; Vietname e Brunei) | 2.79                                                          |
| 62          | Oman | 2.73                                                          |
| 63          | Vanuatu | 2.72                                                          |
| 64          | Guatemala | 2.67                                                          |
| 65          | Belize | 2.66                                                          |
| 66 (2)      | Ilhas Marianas do Norte (Estados Unidos) | 2.66                                                          |
| 67          | Nauru | 2.65                                                          |
| 68          | Israel | 2.57                                                          |
| 69          | Laos | 2.57                                                          |
| 70          | Argélia | 2.55                                                          |
| 71          | Quirguistão | 2.52                                                          |
| 72          | Essuatíni (Swazilândia) | 2.48                                                          |
| 73          | Tajiquistão | 2.48                                                          |
| 74          | Haiti | 2.48                                                          |
| 75          | Samoa | 2.46                                                          |
| 76          | Bolívia | 2.45                                                          |
| 77          | Botsuana | 2.42                                                          |
|             | Mundo | 2.42 (2020)                                                   |
| 78          | Camboja | 2.36                                                          |
| 79 (3)      | Ilhas Faroé (Dinamarca) | 2.30                                                          |
| 80          | Marrocos | 2.29                                                          |
| 81          | Fiji | 2.28                                                          |
| 82          | Índia | 2.28                                                          |
| 83 (4)      | Samoa Americana (Estados Unidos) | 2.28                                                          |
| 84          | Estados Federados da Micronésia | 2.27                                                          |
| 85          | Kuwait | 2.25                                                          |
| 86          | Venezuela | 2.24                                                          |
| 87          | República Dominicana | 2.23                                                          |
| 88          | Kiribati | 2.23                                                          |
| 89          | Panamá | 2.21                                                          |
| 90          | África do Sul | 2.20                                                          |
| 91          | Argentina | 2.20                                                          |
| 92          | México | 2.17                                                          |
| 93          | Djibuti | 2.17                                                          |
| 94          | Cabo Verde | 2.14                                                          |
| 95          | Colômbia | 2.14                                                          |
| 96          | Cazaquistão | 2.13                                                          |
| 97          | Bangladesh | 2.10                                                          |
|             | Taxa de reposição populacional | 2.10                                                          |
| 98          | Ilhas Cook (Estado Soberano com Autogoverno em Livre Associação com a Nova Zelândia)                                                                                         | 2.09                                                          |
| 99          | El Salvador | 2.07                                                          |
| 100         | Guiana | 2.07                                                          |
| 101         | Equador | 2.07                                                          |
| 102         | Vietname | 2.06                                                          |
| 103         | Jamaica | 2.06                                                          |
| 104         | Honduras | 2.05                                                          |
| 105         | Birmânia (Myanmar) | 2.05                                                          |
| 106         | França | 2.04                                                          |
| 107         | Indonésia | 2.04                                                          |
| 108         | Turquemenistão | 2.04                                                          |
| 109         | Tunísia | 2.03                                                          |
| 110         | Peru | 2.02                                                          |
| 111         | Dominica | 2.02                                                          |
| 112 (5)     | Ilhas Virgens Americanas (Estados Unidos ) | 2.01                                                          |
| 113 (6)     | São Martinho (Sint Maarten) (Países Baixos) (Parte Neerlandesa) | 2.00                                                          |
| 114         | Sri Lanka | 2.00                                                          |
| 115 (7)     | Ilhas Geórgia do Sul e Sandwich do Sul (Reino Unido) | 2.00                                                          |
| 116 (7)     | Curaçao (Países Baixos) | 1.99                                                          |
| 117         | Baamas | 1.98                                                          |
| 118         | Islândia | 1.96                                                          |
| 119         | Antigua e Barbuda | 1.96                                                          |
| 120         | Arábia Saudita | 1.95                                                          |
| 121         | Granada | 1.95                                                          |
| 122         | Turquia | 1.94                                                          |
| 123         | Irão | 1.93                                                          |
| 124         | Nepal | 1.93                                                          |
| 125         | Mongólia | 1.93                                                          |
| 126         | Irlanda | 1.93                                                          |
| 127         | Kosovo | 1.92                                                          |
| 128 (9)     | Gronelândia (Dinamarca) | 1.92                                                          |
| 129 (10)    | Gibraltar (Reino Unido) | 1.91                                                          |
| 130         | Coreia do Norte | 1.91                                                          |
| 131 (11)    | Bermuda (Reino Unido) | 1.91                                                          |
| 132         | Catar | 1.90                                                          |
| 133 (12)    | Ilha de Man (Reino Unido) | 1.90                                                          |
| 134         | Paraguai | 1.89                                                          |
| 135         | Azerbaijão | 1.87                                                          |
| 136         | Costa Rica | 1.87                                                          |
| 137 (13)    | Nova Caledónia (França) | 1.87                                                          |
| 138         | Nova Zelândia | 1.87                                                          |
| 139 (14)    | Ilhas do Mar de Coral (Austrália) | 1.87                                                          |
| 140         | Reino Unido | 1.86                                                          |
| 141         | Suécia | 1.86                                                          |
| 142         | Suriname | 1.85                                                          |
| 143         | Estados Unidos | 1.84                                                          |
| 144         | Noruega | 1.84                                                          |
| 145 (15)    | Ilhas Caimão (Reino Unido) | 1.83                                                          |
| 143 (16)    | Aruba (Países Baixos) | 1.83                                                          |
| 147         | Seicheles | 1.82                                                          |
| 148 (17)    | Polinésia Francesa (França) | 1.82                                                          |
| 149         | Montenegro | 1.82                                                          |
| 150 (..2..) | Ilhas Paracel (Território disputado) ( Vietname, até 1974) (ocupado pela China desde 1974, também reclamado pela República da China (Taiwan) e pelo Vietname)                | 1.82                                                          |
| 151         | Nicarágua | 1.81                                                          |
| 152 (18)    | São Martinho (Saint-Martin) (França) (Parte Francesa) | 1.80                                                          |
| 153         | Butão | 1.80                                                          |
| 154         | Países Baixos | 1.78                                                          |
| 155         | Dinamarca | 1.77                                                          |
| 156         | Bélgica | 1.77                                                          |
| 157         | São Cristóvão e Nevis | 1.77                                                          |
| 158         | Malásia | 1.76                                                          |
| 159         | Chile | 1.76                                                          |
| 160         | Uruguai | 1.76                                                          |
| 161         | São Vicente e Granadinas | 1.75                                                          |
| 162         | Geórgia | 1.75                                                          |
| 163         | Brunei | 1.75                                                          |
| 164         | Finlândia | 1.74                                                          |
| 165         | Austrália | 1.74                                                          |
| 166         | Uzbequistão | 1.73                                                          |
| 167         | Maurícia | 1.73                                                          |
| 168         | Brasil | 1.73                                                          |
| 169         | Santa Lúcia | 1.73                                                          |
| 170 (19)    | Anguilla (Reino Unido) | 1.72                                                          |
| 171         | Líbano | 1.71                                                          |
| 172 (20)    | Wallis e Futuna (França) | 1.71                                                          |
| 173         | Cuba | 1.71                                                          |
| 174         | Maldivas | 1.71                                                          |
| 175         | Barbados | 1.70                                                          |
| 176         | Palau | 1.70                                                          |
| 177         | Trindade e Tobago | 1.70                                                          |
| 178 (21)    | Ilhas Turcas e Caicos (Reino Unido) | 1.70                                                          |
| 179         | Liechtenstein | 1.69                                                          |
| 180         | Bahrein | 1.68                                                          |
| 181 (22)    | Jersey (Reino Unido) | 1.66                                                          |
| 182         | Emirados Árabes Unidos | 1.65                                                          |
| 183         | Arménia | 1.65                                                          |
| 184 (23)    | São Bartolomeu (França) | 1.64                                                          |
| 185         | Luxemburgo | 1.63                                                          |
| -           | União Europeia | 1.62                                                          |
| 186         | Estónia | 1.61                                                          |
| 187         | Lituânia | 1.61                                                          |
| 188         | Rússia | 1.60                                                          |
| 189         | República Popular da China | 1.60                                                          |
| 190 (24)    | Santa Helena, Ascensão e Tristão da Cunha (Reino Unido) | 1.60                                                          |
| 191         | Eslovénia | 1.59                                                          |
| 192 (25)    | São Pedro e Miquelão (França) | 1.58                                                          |
| 193         | Moldávia | 1.58                                                          |
| 194 (26)    | Guernsey (Reino Unido) | 1.58                                                          |
| 195         | Suíça | 1.58                                                          |
| 196         | Canadá | 1.57                                                          |
| 197         | Ucrânia | 1.56                                                          |
| 198         | Tailândia | 1.54                                                          |
| 199         | Letónia | 1.54                                                          |
| 200         | Albânia | 1.53                                                          |
| 201         | Mónaco | 1.52                                                          |
| 202         | San Marino | 1.52                                                          |
| 203         | Espanha | 1.51                                                          |
| 204         | Bielorrússia | 1.51                                                          |
| 205         | Macedónia do Norte | 1.51                                                          |
| 206         | Áustria | 1.50                                                          |
| 207         | Malta | 1.50                                                          |
| 208         | Bulgária | 1.49                                                          |
| 209         | Chéquia (República Checa) | 1.49                                                          |
| 210         | Alemanha | 1.48                                                          |
| 211         | Chipre | 1.48                                                          |
| 212         | Hungria | 1.48                                                          |
| 213         | Itália | 1.47                                                          |
| 214         | Sérvia | 1.47                                                          |
| 215         | Eslováquia (República Eslovaca) | 1.45                                                          |
| 216         | Andorra | 1.44                                                          |
| 217         | Croácia | 1.44                                                          |
| 218         | Portugal | 1.42                                                          |
| 219         | Polónia | 1.39                                                          |
| 220         | Grécia | 1.39                                                          |
| 221         | Roménia | 1.38                                                          |
| 222         | Japão | 1.38                                                          |
| 223         | Bósnia e Herzegovina | 1.35                                                          |
| 224 (27)    | Ilhas Virgens Britânicas (Reino Unido) | 1.34                                                          |
| 225 (28)    | Montserrat (Reino Unido) | 1.31                                                          |
| 226 (29)    | Porto Rico (Estados Unidos) | 1.23                                                          |
| 227 (30)    | Hong Kong (China) | 1.22                                                          |
| 228 (31)    | Macau (China) | 1.21                                                          |
| 229         | Singapura | 1.15                                                          |
| 230         | Coreia do Sul | 1.09                                                          |
| 231         | República da China (Taiwan) | 1.07                                                          |
|             | Estados Soberanos: 198 |                                                               |
|             | Territórios Dependentes: 31 |                                                               |
|             | Territórios Disputados: 2 |                                                               |
|             | Mundo |                                                               |
| 1           | Mundo | 2.42 (estimativa de 2020)                                     |
|             | Não Escalonado |                                                               |
| 1 (1)       | Ilhas Ashmore e Cartier (Austrália) (desabitadas) | -                                                             |
| 2 (2)       | Ilha Christmas (Austrália) | -                                                             |
| 3 (3)       | Ilhas Cocos (Keeling) (Austrália) | -                                                             |
| 4 (4)       | Ilhas Malvinas / Ilhas Falkland (Reino Unido) | -                                                             |
| 5 (5)       | Guiana Francesa (França) | -                                                             |
| 6 (6)       | Guadalupe (França) | -                                                             |
| 7 (7)       | Martinica (França) | -                                                             |
| 8 (8)       | Maiote (França) | -                                                             |
| 9           | Niue (Estado Soberano com Autogoverno em Livre Associação com a Nova Zelândia)                                                                                               | -                                                             |
| 10 (9)      | Ilha Norfolk (Austrália) | -                                                             |
| 11 (10)     | Ilhas Pitcairn (Reino Unido) | -                                                             |
| 12 (11)     | Reunião (França) | -                                                             |
| 13 (12)     | Svalbard (Noruega) | -                                                             |
| 14 (13)     | Tokelau (Nova Zelândia) | -                                                             |
| 15          | Vaticano | -                                                             |
| 16 (..1..)  | Saara Ocidental (Território disputado entre Marrocos e a República Saaraui) ("Zona Livre" é um Estado Soberano de facto Autoproclamado)                                      | 3.65 (2020)                                                   |
|             | Estados Soberanos: 2 |                                                               |
|             | Territórios Dependentes: 13 |                                                               |
|             | Territórios Disputados: 1 |                                                               |

A lista do Departamento de Referência Populacional (PRB) – Índice de países e comparação por TFT de 1970 e 2013 é baseado nos dados da População Mundial de 2014.

## Índice de países e comparação por TFT: 1970 e 2013
| Posição | País | Taxa de Fecundidade em 1970 (nascimentos/mulher) |
| ------- | --- | ------------------------------------------------ |
| 1       | Ruanda | 8.2                                              |
| 2       | Quénia | 8.1                                              |
| 3       | Costa do Marfim | 7.9                                              |
| 4       | Territórios palestinos (Territórios Palestinos Ocupados -> Territórios palestinos)                                        | 7.9                                              |
| 5       | Mayotte (Império colonial francês -> Departamento ultramarino francês)                                                    | 7.9                                              |
| 6       | Líbia | 7.9                                              |
| 7       | Jordânia | 7.9                                              |
| 8       | Afeganistão | 7.7                                              |
| 9       | Mongólia | 7.6                                              |
| 10      | Argélia | 7.6                                              |
| 11      | Síria | 7.6                                              |
| 12      | Iémen ( Iêmen do Norte e Iêmen do Sul)                                                                                    | 7.5                                              |
| 13      | Zâmbia | 7.4                                              |
| 14      | Rodésia (-> Zimbabwe) | 7.4                                              |
| 15      | Iraque | 7.4                                              |
| 16      | Níger | 7.4                                              |
| 17      | Arábia Saudita | 7.3                                              |
| 18      | Madagáscar | 7.3                                              |
| 19      | Malawi | 7.3                                              |
| 20      | Burundi | 7.3                                              |
| 21      | Senegal | 7.3                                              |
| 22      | Omã | 7.3                                              |
| 23      | Angola (Angola Portuguesa -> Angola)                                                                                      | 7.3                                              |
| 24      | Honduras | 7.3                                              |
| 25      | Maldivas | 7.2                                              |
| 26      | Somália | 7.2                                              |
| 27      | Kuwait | 7.2                                              |
| 28      | Samoa | 7.2                                              |
| 29      | Comores (Império colonial francês -> Comores)                                                                             | 7.1                                              |
| 30      | Togo | 7.1                                              |
| 31      | Uganda | 7.1                                              |
| 32      | Bangladesh (Paquistão Oriental -> Bangladesh)                                                                             | 7.0                                              |
| 33      | Etiópia | 7.0                                              |
| 34      | Gana | 7.0                                              |
| 35      | Nicarágua | 6.9                                              |
| 36      | RSS do Tadjiquistão ( União Soviética -> Tajiquistão)                                                                     | 6.9                                              |
| 37      | Mali | 6.9                                              |
| 38      | Sudão do Sul ( Sudão -> Sudão do Sul)                                                                                     | 6.9                                              |
| 39      | Suazilândia | 6.9                                              |
| 40      | Cabo Verde (Império colonial português -> Cabo Verde)                                                                     | 6.9                                              |
| 41      | Estados Federados da Micronésia (Protectorado das Ilhas do Pacífico das Nações Unidas -> Estados Federados da Micronésia) | 6.9                                              |
| 42      | Catar (Império colonial britânico -> Catar)                                                                               | 6.9                                              |
| 43      | Sudão | 6.9                                              |
| 44      | Ilhas Salomão (Império colonial britânico -> Ilhas Salomão)                                                               | 6.9                                              |
| 45      | Benim | 6.8                                              |
| 46      | Mauritânia | 6.8                                              |
| 47      | Djibuti (Território Francês dos Afares e Issas -> Djibuti)                                                                | 6.8                                              |
| 48      | Tanzânia | 6.8                                              |
| 49      | Serra Leoa | 6.7                                              |
| 50      | Marrocos | 6.7                                              |
| 51      | Libéria | 6.7                                              |
| 52      | México | 6.7                                              |
| 53      | Eritreia ( Etiópia -> Eritreia)                                                                                           | 6.7                                              |
| 54      | Butão | 6.7                                              |
| 55      | República do Alto Volta (-> Burkina Faso)                                                                                 | 6.6                                              |
| 56      | Emirados Árabes Unidos (Império colonial britânico -> Emirados Árabes Unidos)                                             | 6.6                                              |
| 57      | Saara Ocidental (Saara Espanhol -> Saara Ocidental)                                                                       | 6.6                                              |
| 58      | Moçambique (Moçambique Português -> Moçambique)                                                                           | 6.6                                              |
| 59      | Paquistão | 6.6                                              |
| 60      | Botswana | 6.6                                              |
| 61      | Bolívia | 6.6                                              |
| 62      | Camboja | 6.5                                              |
| 63      | São Tomé e Príncipe (Império colonial português -> São Tomé e Príncipe)                                                   | 6.5                                              |
| 64      | Vietname ( Vietname do Norte e Vietname do Sul)                                                                           | 6.5                                              |
| 65      | Bahrein (Império colonial britânico -> Bahrein)                                                                           | 6.5                                              |
| 66      | Nigéria | 6.5                                              |
| 67      | Namíbia ( União Sul-Africana -> Namíbia)                                                                                  | 6.5                                              |
| 68      | Chade | 6.5                                              |
| 69      | RSS do Uzbequistão ( União Soviética -> Uzbequistão)                                                                      | 6.5                                              |
| 70      | Irão | 6.4                                              |
| 71      | Tunísia | 6.4                                              |
| 72      | RSS do Turcomenistão ( União Soviética -> Turquemenistão)                                                                 | 6.3                                              |
| 73      | Peru | 6.3                                              |
| 74      | Novas Hébridas ( Vanuatu)                                                                                                 | 6.3                                              |
| 75      | Filipinas | 6.3                                              |
| 76      | Belize (Império colonial britânico -> Belize)                                                                             | 6.3                                              |
| 77      | República do Congo | 6.3                                              |
| 78      | Território da Papua e Nova Guiné ( Austrália -> Papua Nova Guiné)                                                         | 6.2                                              |
| 79      | Camarões | 6.2                                              |
| 80      | República Dominicana | 6.2                                              |
| 81      | Guiné | 6.2                                              |
| 82      | El Salvador | 6.2                                              |
| 83      | Zaire (-> República Democrática do Congo)                                                                                 | 6.2                                              |
| 84      | Guatemala | 6.2                                              |
| 85      | Guiné-Bissau (Guiné Portuguesa -> Guiné-Bissau)                                                                           | 6.1                                              |
| 86      | Equador | 6.1                                              |
| 87      | Santa Lúcia (Império colonial britânico -> Santa Lúcia)                                                                   | 6.1                                              |
| 88      | Ilhas Gilbert e Ellice (Império colonial britânico -> Kiribati)                                                           | 6.1                                              |
| 89      | Gâmbia | 6.1                                              |
| 90      | República Centro-Africana                                                                                                 | 6.0                                              |
| 91      | Nepal | 6.0                                              |
| 92      | Birmânia (-> Myanmar) | 6.0                                              |
| 93      | Laos | 6.0                                              |
| 94      | São Vicente e Granadinas (Império colonial britânico -> São Vicente e Granadinas)                                         | 6.0                                              |
| 95      | Egito | 5.9                                              |
| 96      | Timor-Leste (Império colonial português -> Timor-Leste)                                                                   | 5.9                                              |
| 97      | Tonga | 5.9                                              |
| 98      | Seicheles (Império colonial britânico -> Seicheles)                                                                       | 5.8                                              |
| 99      | Brunei (Império colonial britânico -> Brunei)                                                                             | 5.8                                              |
| 100     | Lesoto | 5.8                                              |
| 101     | Haiti | 5.8                                              |
| 102     | Guiné Equatorial | 5.7                                              |
| 103     | Turquia | 5.7                                              |
| 104     | Paraguai | 5.7                                              |
| 105     | Suriname (Império colonial neerlandês -> Suriname)                                                                        | 5.7                                              |
| 106     | Colômbia | 5.6                                              |
| 107     | Tailândia | 5.6                                              |
| 108     | União Sul-Africana | 5.6                                              |
| 109     | Índia | 5.5                                              |
| 110     | República Popular da China (China continental somente)                                                                    | 5.5                                              |
| 111     | Indonésia | 5.5                                              |
| 112     | Jamaica | 5.5                                              |
| 113     | Venezuela | 5.4                                              |
| 114     | Nova Caledónia (Império colonial francês -> Territórios de ultramar)                                                      | 5.3                                              |
| 115     | Panamá | 5.2                                              |
| 116     | Polinésia Francesa (Império colonial francês -> Coletividade ultramarina)                                                 | 5.1                                              |
| 116     | Gabão | 5.1                                              |
| 117     | Albânia | 5.1                                              |
| 118     | Guiana | 5.1                                              |
| 119     | Líbano | 5.0                                              |
| 120     | Brasil | 5.0                                              |
| 121     | Costa Rica | 4.9                                              |
| 122     | Malásia | 4.9                                              |
| 123     | RSS do Quirguistão ( União Soviética -> Quirguistão)                                                                      | 4.9                                              |
| 124     | Guadalupe (Império colonial francês -> Departamento ultramarino francês)                                                  | 4.9                                              |
| 125     | Reunião (Império colonial francês -> Departamento ultramarino francês)                                                    | 4.8                                              |
| 126     | Guiana Francesa (Império colonial francês -> Departamento ultramarino francês)                                            | 4.7                                              |
|         | Mundo | 4.7                                              |
| 127     | RSS do Azerbaijão ( União Soviética -> Azerbaijão)                                                                        | 4.6                                              |
| 128     | Martinica (Império colonial francês -> Departamento ultramarino francês)                                                  | 4.6                                              |
| 129     | Granada (Império colonial britânico -> Granada)                                                                           | 4.6                                              |
| 130     | Fiji | 4.5                                              |
| 131     | Coreia do Sul | 4.5                                              |
| 132     | Guam (Estados Unidos) | 4.4                                              |
| 133     | Coreia do Norte | 4.3                                              |
| 134     | Sri Lanka | 4.3                                              |
| 135     | Chile | 4.0                                              |
| 136     | Cuba | 4.0                                              |
| 137     | Irlanda | 3.9                                              |
| 138     | República da China (Taiwan)                                                                                               | 3.9                                              |
| 139     | Israel | 3.8                                              |
| 140     | Maurícia | 3.8                                              |
| 141     | Antigua e Barbuda (Império Britânico -> Antigua e Barbuda)                                                                | 3.7                                              |
| 142     | Trinidad e Tobago | 3.6                                              |
| 143     | Baamas (Império colonial britânico -> Baamas)                                                                             | 3.5                                              |
| 144     | RSS do Cazaquistão ( União Soviética -> Cazaquistão)                                                                      | 3.5                                              |
| 145     | Curaçao (Império colonial neerlandês -> Reino dos Países Baixos)                                                          | 3.3                                              |
| 146     | Hong Kong (Império colonial britânico -> República Popular da China)                                                      | 3.3                                              |
| 147     | Porto Rico (Estados Unidos)                                                                                               | 3.2                                              |
| 148     | Nova Zelândia | 3.2                                              |
| 149     | RSS da Arménia ( União Soviética -> Arménia)                                                                              | 3.2                                              |
| 150     | Singapura | 3.2                                              |
| 151     | Argentina | 3.1                                              |
| 152     | Barbados | 3.1                                              |
| 153     | SR Macedonia ( Jugoslávia -> Macedónia)                                                                                   | 3.0                                              |
| 154     | Portugal | 3.0                                              |
| 155     | Austrália | 2.9                                              |
| 156     | Espanha | 2.9                                              |
| 157     | Uruguai | 2.9                                              |
| 158     | Roménia | 2.9                                              |
| 159     | Islândia | 2.8                                              |
| 160     | RS Montenegro ( Jugoslávia -> Montenegro)                                                                                 | 2.7                                              |
| 161     | SR Bósnia e Herzegovina ( Jugoslávia -> Bósnia e Herzegovina)                                                             | 2.7                                              |
| 162     | Países Baixos | 2.6                                              |
| 163     | RSS da Moldávia ( União Soviética -> Moldova)                                                                             | 2.6                                              |
| 164     | RSS da Geórgia ( União Soviética -> Geórgia)                                                                              | 2.6                                              |
| 165     | Noruega | 2.5                                              |
| 166     | Chipre | 2.5                                              |
| 167     | Estados Unidos | 2.5                                              |
| 168     | França | 2.5                                              |
| 169     | Reino Unido | 2.4                                              |
| 170     | República Socialista da Checoslováquia ( Checoslováquia -> Eslováquia)                                                    | 2.4                                              |
| 171     | Itália | 2.4                                              |
| 172     | RSS da Lituânia ( União Soviética -> Lituânia)                                                                            | 2.4                                              |
| 173     | SR Serbia ( Jugoslávia -> Sérvia)                                                                                         | 2.4                                              |
| 174     | Grécia | 2.4                                              |
| 175     | RSS da Bielorrússia ( União Soviética -> Bielorrússia)                                                                    | 2.3                                              |
| 176     | Polónia | 2.3                                              |
| 177     | Áustria | 2.3                                              |
| 178     | Bélgica | 2.3                                              |
| 179     | San Marino | 2.2                                              |
| 180     | RS da Eslovénia ( Jugoslávia -> Eslovénia)                                                                                | 2.2                                              |
| 181     | Macau (Império colonial português -> República Popular da China)                                                          | 2.2                                              |
| 182     | RSS da Estónia ( União Soviética -> Estónia)                                                                              | 2.2                                              |
| 183     | Bulgária | 2.2                                              |
| 184     | Canadá | 2.2                                              |
| 185     | Alemanha ( Alemanha Ocidental e Alemanha Oriental)                                                                        | 2.1                                              |
| 186     | RSS da Ucrânia ( União Soviética -> Ucrânia)                                                                              | 2.1                                              |
| 187     | Ilhas do Canal - Guernsey e Jersey (Reino Unido)                                                                          | 2.1                                              |
| 188     | Suíça | 2.1                                              |
| 189     | Japão | 2.1                                              |
|         | Taxa de reposição populacional                                                                                            | 2.1                                              |
| 190     | RSS da Letónia ( União Soviética -> Letónia)                                                                              | 2.0                                              |
| 191     | Dinamarca | 2.0                                              |
| 192     | Malta | 2.0                                              |
| 193     | RSFS da Rússia ( União Soviética -> Rússia)                                                                               | 2.0                                              |
| 194     | Luxemburgo | 2.0                                              |
| 195     | Hungria | 2.0                                              |
| 196     | República Socialista da Checoslováquia ( Checoslováquia -> República Checa)                                               | 1.9                                              |
| 197     | Suécia | 1.9                                              |
| 198     | SR Croácia ( Jugoslávia -> Croácia)                                                                                       | 1.8                                              |
| 199     | Finlândia | 1.8                                              |
|         | |                                                  |
| 1       | Andorra | -                                                |
| 2       | Checoslováquia (dissolvida em 1992)                                                                                       | -                                                |
| 3       | Dominica (Império colonial britânico -> Dominica)                                                                         | -                                                |
| 4       | Ilhas Gilbert e Ellice (Império colonial britânico -> Tuvalu)                                                             | -                                                |
| 5       | Ilhas Marshall (Protetorado das Ilhas do Pacífico das Nações Unidas -> Ilhas Marshall)                                    | -                                                |
| 6       | Jugoslávia (dissolvida em 1992)                                                                                           | -                                                |
| 7       | Liechtenstein | -                                                |
| 8       | Mónaco | -                                                |
| 9       | Nauru | -                                                |
| 10      | Palau (Protetorado das Ilhas do Pacífico das Nações Unidas -> Palau)                                                      | -                                                |
| 11      | Kosovo ( Jugoslávia -> Sérvia e Montenegro -> Sérvia -> Kosovo)                                                           | -                                                |
| 12      | São Cristóvão e Nevis (Império colonial britânico -> São Cristóvão e Nevis)                                               | -                                                |
| 13      | União Soviética (dissolvida em 1991)                                                                                      | -                                                |
| 14      | Vaticano | -                                                |

| Posição | País                                                   | Taxa de Fecundidade em 2013 (nascimentos/mulher) |
| ------- | ------------------------------------------------------ | ------------------------------------------------ |
| 1       | Níger                                                  | 7.6                                              |
| 2       | Sudão do Sul                                           | 7.0                                              |
| 3       | Somália                                                | 6.6                                              |
| 4       | República Democrática do Congo                         | 6.6                                              |
| 5       | Chade                                                  | 6.6                                              |
| 6       | Angola                                                 | 6.2                                              |
| 7       | República Centro-Africana                              | 6.2                                              |
| 8       | Burundi                                                | 6.1                                              |
| 9       | Mali                                                   | 6.1                                              |
| 10      | Zâmbia                                                 | 6.0                                              |
| 11      | Burkina Faso                                           | 5.9                                              |
| 12      | Uganda                                                 | 5.9                                              |
| 13      | Moçambique                                             | 5.7                                              |
| 14      | Timor-Leste                                            | 5.7                                              |
| 15      | Gâmbia                                                 | 5.6                                              |
| 16      | Nigéria                                                | 5.6                                              |
| 17      | Malawi                                                 | 5.5                                              |
| 18      | Senegal                                                | 5.3                                              |
| 19      | Tanzânia                                               | 5.3                                              |
| 20      | Sudão                                                  | 5.2                                              |
| 21      | Guiné                                                  | 5.1                                              |
| 22      | Camarões                                               | 5.1                                              |
| 23      | Afeganistão                                            | 5.1                                              |
| 24      | República do Congo                                     | 5.0                                              |
| 25      | Guiné-Bissau                                           | 5.0                                              |
| 26      | Benim                                                  | 4.9                                              |
| 27      | Costa do Marfim                                        | 4.9                                              |
| 28      | Serra Leoa                                             | 4.9                                              |
| 29      | Guiné Equatorial                                       | 4.9                                              |
| 30      | Eritreia                                               | 4.7                                              |
| 31      | Libéria                                                | 4.7                                              |
| 32      | Togo                                                   | 4.7                                              |
| 33      | Samoa                                                  | 4.7                                              |
| 34      | Vanuatu                                                | 4.4                                              |
| 35      | Iémen                                                  | 4.4                                              |
| 36      | Madagáscar                                             | 4.4                                              |
| 37      | Quénia                                                 | 4.3                                              |
| 38      | São Tomé e Príncipe                                    | 4.3                                              |
| 39      | Gana                                                   | 4.3                                              |
| 40      | Comores                                                | 4.3                                              |
| 41      | Papua Nova Guiné                                       | 4.3                                              |
| 42      | Nauru                                                  | 4.3                                              |
| 43      | Mauritânia                                             | 4.1                                              |
| 44      | Ilhas Salomão                                          | 4.1                                              |
| 45      | Gabão                                                  | 4.1                                              |
| 46      | Ilhas Marshall                                         | 4.1                                              |
| 47      | Mayotte (França)                                       | 4.1                                              |
| 48      | Territórios palestinos                                 | 4.1                                              |
| 49      | Iraque                                                 | 4.1                                              |
| 50      | Etiópia                                                | 4.1                                              |
| 51      | Ruanda                                                 | 4.0                                              |
| 52      | Tonga                                                  | 3.9                                              |
| 53      | Kiribati                                               | 3.8                                              |
| 54      | Tajiquistão                                            | 3.8                                              |
| 55      | Paquistão                                              | 3.8                                              |
| 56      | Guatemala                                              | 3.8                                              |
| 57      | Zimbabwe                                               | 3.8                                              |
| 58      | Namíbia                                                | 3.6                                              |
| 59      | Guiana Francesa (França)                               | 3.5                                              |
| 60      | Estados Federados da Micronésia                        | 3.5                                              |
| 61      | Jordânia                                               | 3.5                                              |
| 62      | Egito                                                  | 3.5                                              |
| 63      | Haiti                                                  | 3.4                                              |
| 64      | Essuatíni                                              | 3.4                                              |
| 65      | Djibuti                                                | 3.4                                              |
| 66      | Lesoto                                                 | 3.3                                              |
| 67      | Bolívia                                                | 3.2                                              |
| 68      | Laos                                                   | 3.2                                              |
| 69      | Tuvalu                                                 | 3.2                                              |
| 70      | Quirguistão                                            | 3.2                                              |
| 71      | Guam (Estados Unidos)                                  | 3.1                                              |
| 72      | Israel                                                 | 3.0                                              |
| 73      | Filipinas                                              | 3.0                                              |
| 74      | Síria                                                  | 3.0                                              |
| 75      | Mongólia                                               | 2.9                                              |
| 76      | Arábia Saudita                                         | 2.9                                              |
| 77      | Argélia                                                | 2.9                                              |
| 78      | Equador                                                | 2.8                                              |
| 79      | Paraguai                                               | 2.8                                              |
| 80      | Honduras                                               | 2.8                                              |
| 81      | Camboja                                                | 2.8                                              |
| 82      | Omã                                                    | 2.8                                              |
| 83      | Cazaquistão                                            | 2.7                                              |
| 84      | Marrocos                                               | 2.6                                              |
| 85      | Suriname                                               | 2.6                                              |
| 86      | Indonésia                                              | 2.6                                              |
| 87      | Belize                                                 | 2.6                                              |
| 88      | Botswana                                               | 2.6                                              |
| 89      | Cabo Verde                                             | 2.6                                              |
| 90      | Fiji                                                   | 2.5                                              |
| 91      | República Dominicana                                   | 2.5                                              |
| 92      | Butão                                                  | 2.5                                              |
| 93      | Guiana                                                 | 2.5                                              |
| 94      | Panamá                                                 | 2.5                                              |
| 95      | Nicarágua                                              | 2.5                                              |
|         | Mundo                                                  | 2.5                                              |
| 96      | Índia                                                  | 2.4                                              |
| 97      | Uzbequistão                                            | 2.4                                              |
| 98      | Líbia                                                  | 2.4                                              |
| 99      | Kuwait                                                 | 2.4                                              |
| 100     | Nepal                                                  | 2.4                                              |
| 101     | Venezuela                                              | 2.4                                              |
| 102     | Saara Ocidental                                        | 2.4                                              |
| 103     | Turquemenistão                                         | 2.4                                              |
| 104     | Seicheles                                              | 2.4                                              |
| 105     | Reunião (França)                                       | 2.4                                              |
| 106     | Peru                                                   | 2.4                                              |
| 107     | Maldivas                                               | 2.3                                              |
| 108     | África do Sul                                          | 2.3                                              |
| 109     | Jamaica                                                | 2.3                                              |
| 110     | Argentina                                              | 2.3                                              |
| 111     | Colômbia                                               | 2.3                                              |
| 112     | Curaçao (Países Baixos)                                | 2.2                                              |
| 113     | Tunísia                                                | 2.2                                              |
| 114     | Nova Caledónia (França)                                | 2.2                                              |
| 115     | Bangladesh                                             | 2.2                                              |
| 116     | México                                                 | 2.2                                              |
| 117     | São Vicente e Granadinas                               | 2.2                                              |
| 118     | Guadalupe (França)                                     | 2.2                                              |
| 119     | Azerbaijão                                             | 2.2                                              |
| 120     | El Salvador                                            | 2.2                                              |
| 121     | Sri Lanka                                              | 2.1                                              |
| 122     | Malásia                                                | 2.1                                              |
| 123     | Bahrein                                                | 2.1                                              |
| 124     | Polinésia Francesa (França)                            | 2.1                                              |
| 125     | Turquia                                                | 2.1                                              |
| 126     | Vietname                                               | 2.1                                              |
| 127     | Catar                                                  | 2.1                                              |
|         | Taxa de reposição populacional                         | 2.1                                              |
| 128     | Nova Zelândia                                          | 2.0                                              |
| 129     | Irlanda                                                | 2.0                                              |
| 130     | Myanmar ( Birmânia)                                    | 2.0                                              |
| 131     | Uruguai                                                | 2.0                                              |
| 132     | Coreia do Norte                                        | 2.0                                              |
| 133     | Dominica                                               | 2.0                                              |
| 134     | França                                                 | 2.0                                              |
| 135     | Baamas                                                 | 2.0                                              |
| 136     | Kosovo                                                 | 2.0                                              |
| 137     | Granada                                                | 2.0                                              |
| 138     | Suécia                                                 | 1.9                                              |
| 139     | Martinica (França)                                     | 1.9                                              |
| 140     | Austrália                                              | 1.9                                              |
| 141     | Reino Unido                                            | 1.9                                              |
| 142     | Chile                                                  | 1.9                                              |
| 143     | Islândia                                               | 1.9                                              |
| 144     | Estados Unidos                                         | 1.9                                              |
| 145     | Noruega                                                | 1.8                                              |
| 146     | Finlândia                                              | 1.8                                              |
| 147     | Bélgica                                                | 1.8                                              |
| 148     | Barbados                                               | 1.8                                              |
| 149     | Costa Rica                                             | 1.8                                              |
| 150     | Emirados Árabes Unidos                                 | 1.8                                              |
| 151     | Antigua e Barbuda                                      | 1.8                                              |
| 152     | Irão                                                   | 1.8                                              |
| 153     | Tailândia                                              | 1.8                                              |
| 154     | Brasil                                                 | 1.8                                              |
| 155     | Albânia                                                | 1.8                                              |
| 156     | Montenegro                                             | 1.7                                              |
| 157     | Países Baixos                                          | 1.7                                              |
| 158     | Geórgia                                                | 1.7                                              |
| 159     | Bielorrússia                                           | 1.7                                              |
| 160     | Palau                                                  | 1.7                                              |
| 161     | Dinamarca                                              | 1.7                                              |
| 162     | Ilhas do Canal - Guernsey e Jersey (Reino Unido)       | 1.7                                              |
| 163     | Rússia                                                 | 1.7                                              |
| 164     | Cuba                                                   | 1.7                                              |
| 165     | Porto Rico (Estados Unidos)                            | 1.6                                              |
| 166     | Croácia                                                | 1.6                                              |
| 167     | São Cristóvão e Nevis                                  | 1.6                                              |
| 168     | Trinidad e Tobago                                      | 1.6                                              |
| 169     | Canadá                                                 | 1.6                                              |
| 170     | República Popular da China (China Continental somente) | 1.6                                              |
| 171     | Brunei                                                 | 1.6                                              |
| 172     | Lituânia                                               | 1.6                                              |
| 173     | Luxemburgo                                             | 1.6                                              |
| 174     | Arménia                                                | 1.6                                              |
| -       | União Europeia                                         | 1.6                                              |
| 175     | Macedónia                                              | 1.5                                              |
| 176     | San Marino                                             | 1.5                                              |
| 177     | Eslovénia                                              | 1.5                                              |
| 178     | Ucrânia                                                | 1.5                                              |
| 179     | Letónia                                                | 1.5                                              |
| 180     | Estónia                                                | 1.5                                              |
| 181     | Liechtenstein                                          | 1.5                                              |
| 182     | Bulgária                                               | 1.5                                              |
| 183     | República Checa                                        | 1.5                                              |
| 184     | Suíça                                                  | 1.5                                              |
| 185     | Santa Lúcia                                            | 1.5                                              |
| 186     | Líbano                                                 | 1.5                                              |
| 187     | Chipre                                                 | 1.5                                              |
| 188     | Maurícia                                               | 1.4                                              |
| 189     | Japão                                                  | 1.4                                              |
| 190     | Áustria                                                | 1.4                                              |
| 191     | Alemanha                                               | 1.4                                              |
| 192     | Mónaco                                                 | 1.4                                              |
| 193     | Malta                                                  | 1.4                                              |
| 194     | Sérvia                                                 | 1.4                                              |
| 195     | Itália                                                 | 1.4                                              |
| 196     | Eslováquia                                             | 1.3                                              |
| 197     | Grécia                                                 | 1.3                                              |
| 198     | Bósnia e Herzegovina                                   | 1.3                                              |
| 199     | Roménia                                                | 1.3                                              |
| 200     | Hungria                                                | 1.3                                              |
| 201     | Espanha                                                | 1.3                                              |
| 202     | Portugal                                               | 1.2                                              |
| 203     | Singapura                                              | 1.2                                              |
| 204     | Polónia                                                | 1.2                                              |
| 205     | Macau (China)                                          | 1.2                                              |
| 206     | Coreia do Sul                                          | 1.2                                              |
| 207     | Moldova                                                | 1.2                                              |
| 208     | Hong Kong                                              | 1.1                                              |
| 209     | Andorra                                                | 1.1                                              |
| 210     | República da China (Taiwan)                            | 1.1                                              |
|         |                                                        |                                                  |
| 1       | Vaticano                                               | -                                                |

A lista das Nações Unidas é baseado nas Perspectivas da População Mundial pelas Nações Unidas (em inglês: United Nations World Population Prospects (UNWPP)). Os números são da revisão de 2015 do relatório das Perspectivas da População Mundial para o período de 2015–2020, utilizando o pressuposto ou variante média. Somente países ou territórios com população superior a 100.000 habitantes estão incluídos. O índice é baseado nos números de 2015 a 2020.